# Entlebuch
Entlebuch – miejscowość i gmina w Szwajcarii, w kantonie Lucerna, siedziba administracyjna okręgu Entlebuch.

## Demografia
W Entlebuch mieszka 3 257 osób. W 2021 roku 6,9% populacji gminy stanowiły osoby urodzone poza Szwajcarią. 

## Transport
Przez teren gminy przebiega droga główna nr 10. 